# Ghettooprøret i Warszawa
Ghettooprøret i Warszawa (tysk: "Aufstand im Warschauer Ghetto", polsk: "Powstanie w getcie warszawskim") var et jødisk oprør som var i Warszawaghettoen i Polen under 2. verdenskrig, som var en modstand mod Nazi-Tysklands forsøg på at transportere de resterende i ghettoen til koncentrationslejren Treblinka. Oprøret mod tyskerne startede 18. januar 1943. Den største del af oprøret fandt sted fra 19. april indtil 16. maj 1943, og sluttede med at de dårligt bevæbnede og forsynede modstandsfolk var tilintetgjort af de tyske tropper efter ordre fra Jürgen Stroop. Det var det største alenestående oprør fra jøderne under Holocaust.